# Lista de clássicos municipais de futebol de São Paulo (estado)
Esse anexo relaciona os clássicos municipais do futebol de São Paulo, também chamados dérbis ou dérbies.
| Cidade                | Clube                                   | Clube               | Nome do clássico                        |
| --------------------- | --------------------------------------- | ------------------- | --------------------------------------- |
| Assis                 | Assisense                               | VOCEM               | Assisense vs. VOCEM                     |
| Campinas              | Guarani                                 | Ponte Preta         | Derby Campineiro                        |
| Campinas              | Guarani                                 | Red Bull Brasil     | Guarani vs. Red Bull Brasil             |
| Campinas              | Ponte Preta                             | Red Bull Brasil     | Ponte Preta vs. Red Bull Brasil         |
| Diadema               | Água Santa                              | CAD                 | Água Santa vs. CAD                      |
| Guarulhos             | Flamengo-SP                             | Guarulhos           | Flamengo vs. Guarulhos                  |
| Limeira               | Independente                            | Inter de Limeira    | Dérbi Limeirense, Galeão ou Legal       |
| Mauá                  | Mauá                                    | Mauaense            | Mauá vs. Mauaense                       |
| Mogi das Cruzes       | Atlético Mogi                           | União Mogi          | Dérbi Mogiano                           |
| Osasco                | Grêmio Osasco                           | Osasco              | Grêmio Osasco vs. Osasco                |
| Presidente Prudente   | Grêmio Prudente (antigo Oeste Paulista) | Presidente Prudente | Grêmio Prudente vs. Presidente Prudente |
| Ribeirão Preto        | Botafogo-SP                             | Comercial           | Come-Fogo                               |
| Ribeirão Preto        | Botafogo                                | Olé Brasil          | Botafogo vs. Olé Brasil                 |
| Ribeirão Preto        | Comercial                               | Olé Brasil          | Comercial vs. Olé Brasil                |
| Rio Claro             | Rio Claro                               | Velo Clube          | Derby Rio-clarense                      |
| Santos                | Jabaquara                               | Portuguesa Santista | Jabaquara vs. Portuguesa Santista       |
| Santos                | Jabaquara                               | Santos              | Jabaquara vs. Santos                    |
| Santos                | Portuguesa Santista                     | Santos              | Portuguesa Santista vs. Santos          |
| São Bernardo do Campo | Esporte                                 | Palestra            | Clássico Batateiro                      |
| São José do Rio Preto | América-SP                              | Rio Preto           | Derby Rio-pretense                      |
| São José dos Campos   | Atlético Joseense                       | Primeira Camisa     | Clássico Joseense                       |
| São José dos Campos   | Atlético Joseense                       | São José            | Atlético Joseense vs. São José          |
| São Paulo             | Corinthians                             | Palmeiras           | Derby Paulista                          |
| São Paulo             | Corinthians                             | Portuguesa          | Clássico dos Invictos                   |
| São Paulo             | Corinthians                             | São Paulo           | Majestoso                               |
| São Paulo             | Juventus-SP                             | Nacional-SP         | Juvenal Paulista                        |
| São Paulo             | Juventus                                | Portuguesa          | Dérbi dos Imigrantes                    |
| São Paulo             | Palmeiras                               | São Paulo           | Choque Rei                              |
| São Paulo             | Palmeiras                               | Portuguesa          | Clássico das Colônias                   |
| São Paulo             | Portuguesa                              | São Paulo           | Norte-Sul Paulistano                    |
| Sorocaba              | Atlético Sorocaba                       | São Bento           | Derby Sorocabano                        |
| Suzano                | ECUS                                    | USAC                | Clássico dos Gêmeos                     |